# Donna TV
Donna TV è una rete televisiva tematica italiana.

## Storia
Il canale nasce sulla televisione digitale satellitare con il nome di Wedding TV l'8 novembre 2010, come versione italiana dell'emittente britannica Wedding TV, edito da Filmedia S.r.l. L'emittente trasmetteva in modalità free to air e sulla piattaforma Sky Italia aveva assegnata la numerazione 426. Dal 27 aprile 2012 al 17 gennaio 2013 è stato diffuso anche sulla televisione digitale terrestre, nel multiplex TivuItalia come rete in chiaro, con LCN 880.
Nel mese di settembre 2013 ha cambiato nome da Wedding TV, il cui slogan era "impossibile non innamorarsi", a La sposa TV, spostandosi alla numerazione 425 di Sky, mantenendo lo stesso editore e buona parte degli stessi programmi e presentatori. Poco dopo il canale passa in alta definizione.
Il 1º agosto 2016 il canale subisce un nuovo restyling e cambia nome in Donna & Sposa, orientandosi di più verso un target principalmente femminile. In seguito, il 20 dicembre 2016 l'emittente è ceduta da Filmedia al nuovo editore Donna e Sposa S.r.l.
Dal 1º settembre 2017, grazie ad un accordo con la società bresciana Ok Comunication S.r.l, il canale trasmette, sempre in modalità free to air, sul digitale terrestre tutti i giorni dalle ore 21 fino alle 6 del mattino sul canale OK Italia (LCN 163) e il canale assume la nuova denominazione Donna TV.
Dal 1º dicembre 2017 il canale inizia a trasmettere 24h al canale 163 al posto di Ok Italia e la società OK Comunication viene assorbita da Donna & Sposa S.r.l.. Contestualmente, il canale viene eliminato dalla numerazione della piattaforma Sky Italia, rimanendo visibile via satellite gratuitamente per qualche giorno, per poi andare a schermo nero ed essere definitivamente eliminato.
Dal 1º gennaio 2019, Donna TV si trasferisce al canale 62, ospitata dal Gruppo Sciscione (Gold TV) sul mux ReteA2, si identifica come Donna Sport TV e trasmette principalmente telenovelas ed alcune rubriche, oltre che televendite (queste ultime tutti i giorni dalle 10 alle 12). L'editore dell'emittente cambia nome in Felix Media S.r.l.. Dopo il cambio di LCN di Donna TV, il canale 163 sui mux locali viene affidato alla nuova emittente Donna Shopping, gestita da Ok Italia 2.0 S.r.l..
Dal 1º gennaio 2021, Donna TV cambia editore passando da Felix Media S.r.l. a GM Comunicazione S.r.l. della famiglia Sciscione già fornitore di LCN e banda trasmissiva del canale dal 2019. Con la nuova gestione le televendite, ora in blocchi da 30 minuti ciascuno, vengono trasmesse in alcuni orari, oltre che al mattino, anche nel pomeriggio; oltre a ciò, l'emittente continua a trasmettere anche telenovelas ed alcuni programmi d'intrattenimento, con l'aggiunta della serie TV canadese Street Legal.
Dal 29 giugno 2022, "Donna Tv" non è più visibile sul digitale terrestre come canale lineare, ma solo tramite HbbTv sulle Smart TV abilitate. Dal 9 agosto seguente il canale torna visibile come canale lineare sul digitale terrestre nel mux Cairo Due.

## Palinsesto

### Telenovelas attualmente in onda
- Il disprezzo
- Figli miei, vita mia
- Top Model

### Serie TV
- Street Legal
- Cold Squad
- La saga dei McGregor
- Schimanski
- Fortier
- Just Cause
- Kelly
- Qua la zampa
- PSI Factor
- La grande vallata

### Intrattenimento, rubriche, tutorial, lifestyle, programmi per le donne
- Gourmet (con Angela Simonelli)
- Il mondo di Libly (con Ilenia B. Marraffa)
- Week End (con Erika Marinelli)
- Weddings Luxury (con Cira Lombardo)
- Pillole... di sapori (con Vassiliki Tziveli)
- Mi Amor (con Daria Graziosi e Salvatore Sposito)
- Donna pratica (con Elena Maria Manzini)
- Magia del bisturi (con Giovanni Del Pra)
- Bekér Macellaio in cucina (con Fabrizio Nonis)
- Il Massimo in cucina (con Massimo Di Cataldo)
- Fuori dai fornelli (con Andy Luotto)
- Itinerari Italiani
- La salute vien mangiando (con Rosanna Lambertucci)
- Yes I Can (con Jill Cooper)
- Ciao Chef (con Antonella Biscardi e Roberto Scarnecchia)
- La cucina nel cuore (con Romana Bacarelli e Maria Elena Curzio)
- Atlante Speciale Cina (con Corrado Ruggeri)
- Tutta un'altra storia (con Roberto Ciufoli)
- Emozioni Dal Mondo (La TV dei Viaggi)
- Cucina a vista (con Antonio Ciotola)
- Atlante (con Corrado Ruggeri)
- A casa di Emy (con Emanuela Tittocchia)
- L'Argonauta (con Vassiliki Tziveli)

### Telenovelas precedentemente in onda
- La signora in rosa
- Happy End
- La forza dell'amore
- Pasión Morena
- Marilena
- Topazio
- Dolce Valentina
- Señora
- Cielo rojo
- Eva Luna
- Piccola Cenerentola
- La schiava Isaura
- Gabriela
- Padre Coraje
- Perla Nera
- 099 central
- Dancin' Days
- L'amore vero non si compra
- Un volto, due donne
- Señorita Andrea
- Andrea Celeste
- Marta
- Azucena
- Capriccio e passione
- Cuori nella tempesta
- Portami con te
- Tormento d'amore
- Jeronimo
- Amando te / Il mondo di Berta
- Cristal
- Leonela
- Cuore Selvaggio
- Veronica, il volto dell'amore
- Innamorarsi
- Illusione d'amore

### Altri programmi
L'emittente trasmette un'autoproduzione dedicata al mondo delle telenovele: Mi Amor, condotta da Daria Graziosi e Salvatore Sposito, i quali intervistano in ogni puntata i protagonisti delle telenovelas più famose, mentre in passato, durante la gestione Felix Media Srl, il canale trasmetteva anche un altro programma dedicato alle telenovele: Novela News, dove in ogni puntata erano presenti ospiti e approfondimenti dedicati al mondo delle telenovelas, con tutte le curiosità, i retroscena e gli aneddoti su attori, registi e staff delle telenovelas stesse.